# La Maison qui empêche de voir la ville
Pour plus de détails, voir Fiche technique et Distribution.
La Maison qui empêche de voir la ville est un film canadien réalisé par Michel Audy sorti en 1975.

## Synopsis
Il est de certaines vies comme de ces « songes en équilibre » qu’un seul geste, le moindre événement, si banals soient-ils, peuvent venir à se briser. C’est ainsi que Michèle ne peut ouvrir la porte qui s'est bêtement refermée sur elle, l’empêchant de porter secours à son enfant qui vient de renverser sur lui une marmite d’eau bouillante. C’est ainsi également que la ville dont on avait oublié qu’elle veillait, avec ses juges et ses docteurs, garants de l’ordre public, va intervenir.
En effet, les parents, David et Michèle, frère et sœur, « enfants terribles », que leur maison ne suffira plus à protéger, vont devoir affronter cette ville qui les arrachera l’un à l’autre à la suite du procès qui envoie Michèle à l’hôpital psychiatrique.
Certes, le destin n’est jamais si cruel qu’il nous accable sans pitié. Pour David, Yan, rencontré au hasard de la route, serait peut-être l'agent de cette pitié si Michèle, épuisée après tant de soins inutiles à l’hôpital psychiatrique, ne regagnait la maison où l’attendent, inexorables, le souvenir et le remords.
Peu à peu, nous voyons Michèle remonter le fil d’Ariane de sa culpabilité, jusqu’au jour où la maison ne l’empêchera plus de voir la ville.
La ville qui attend Michèle « récupérée », tandis que Yan est déjà loin et que David garde la maison comme l’incurable garde la chambre, avec pour seul compagnon ce qui reste dans sa mémoire de cet amour interdit qui a voulu tout unir, mais que la maison ne pouvait défendre contre la ville… Tout juste a-t-elle pu l’empêcher de la voir.

## Fiche technique
- Réalisation : Michel Audy
- Scénario et dialogues : Michel Audy et Jean Lemay
- Directeur de la photographie : Jean Lemay
- Cameraman : Michel Audy
- Assistants à la caméra : Jean Lemay, Jean Courteau
- Prise de son : Daniel Pagé
- Scripte : Claude Panneton
- Décor : Lise Mongrain, Jean-Pierre Massé
- Photographe de plateau : Yves Rivard
- Régisseur : Jean Larivière
- Réalisateur du Making Of : Jean-Guy Bécotte
- Stagiaires : Louis Ménard, Louise Bouchard
- Croquis et tableau à l’huile : Yves Rivard
- Enregistrement en studio : Centre Audio Charest, Pierre Charest
- Montage : Michel Audy
- Mixage sonore: Lucien Morin
- Laboratoires : Mont-Royal Film Corporation
- Production : Les Films Michel Audy Ltée
- Tourné à Baie-Jolie et Trois-Rivières
- Format : 16 mm, noir et blanc
- Durée : 135 minutes
- Cinéma Outremont, Montréal, 1976 ; Projection à New York, 1976
- Télédiffusion : première le 19 juin 1977 à Radio-Québec[1]

## Distribution
- Carmen Jolin : Michèle
- Jean Beaudry : David
- Luc Alarie : Yan
- Claude Lemieux : Érick
- Marie-Claude Drolet : Michèle enfant
- Jean-Pierre Massé : procureur de la Couronne
- Jean-Claude Soulard : procureur de la Défense
- Delphis Lachance : juge
- Raynald Martel : David enfant
- Jean Bouvette : Érick enfant
- Frédéric Jolin : bébé de Michèle et David

## Récompenses et distinctions
- Festival Thonon-Les-Bains, France, du 3 au 12 octobre 1975
- Sydney et Melbourne, Australie, juin 1976
- Festival de Cannes, Rencontres Internationales Film et Jeunesse, du 26 décembre 1976 au 4 janvier 1977
- Festival International d’Avignon, France, 1976, dans le cadre d’une rétrospective de cinéastes québécois